# 2009–2010-es férfi EHF-kupa
A 2009–2010-es férfi EHF-kupa az európai férfi kézilabda-klubcsapatok második legrangosabb tornájának 29. kiírása. Ide azok a csapatok jutottak be, amelyek hazájuk bajnokságában a második helyén, vagy amelyek az EHF-bajnokok ligája csoportkörének harmadik helyén végeztek.

## Lebonyolítás
A sorozat hét körből áll, a döntővel együtt. Az első körtől kezdődően a döntőig oda-visszavágós alapon zajlanak a küzdelmek.

## Első kör

### Eredmények
| 1. csapat           | Össz. | 2. csapat                       | 1. mérk. | 2. mérk. |
| ------------------- | ----- | ------------------------------- | -------- | -------- |
| Pölva Serviti       | 50–54 | SKA Minsk                       | 28–22    | 22–32    |
| H/C "Tbilisi"       | 65–55 | "Kouroushi Proodevtikos" Paphos | 33–30    | 32–25    |
| RK Borac Banja Luka | 56–41 | Eurotech Bevo HC                | 28–19    | 28–22    |
| HCB OKD Karvina     | 59–45 | HB Dudelange                    | 32–21    | 27–24    |
| Haslum HK           | 49–52 | HC Dukla Praha                  | 24–24    | 25–28    |
| Gammadue Secchia    | 55–33 | A.C. Diomidis Argous            | 31–15    | 24–18    |
| HC Sutjeska Nikšić  | 49–55 | Handball Esch                   | 23–23    | 26–32    |
| FIQAS Aalsmeer      | 53–60 | Fram                            | 23–30    | 30–30    |

| 2009. szeptember 6. 18:00 | Pölva Serviti | 28 – 22     | SKA Minsk     | Põlva Nézőszám: 500 Játékvezetők: Leszczynski, Piechota (lengyelek) |
| 2009. szeptember 6. 18:00 | Butenko 11    | (13 – 11)   | Chystabayeu 7 | Põlva Nézőszám: 500 Játékvezetők: Leszczynski, Piechota (lengyelek) |
| 2009. szeptember 6. 18:00 | 4× 3×         | Jegyzőkönyv | 4× 3×         | Põlva Nézőszám: 500 Játékvezetők: Leszczynski, Piechota (lengyelek) |

| 2009. szeptember 13. 16:00 | SKA Minsk | 32 – 22     | Pölva Serviti     | Minszk Nézőszám: 800 Játékvezetők: Covalciuc, Covalciuc (moldávok) |
| 2009. szeptember 13. 16:00 | Housha 14 | (16 – 10)   | Karuse, Piksööt 6 | Minszk Nézőszám: 800 Játékvezetők: Covalciuc, Covalciuc (moldávok) |
| 2009. szeptember 13. 16:00 | 4× 3×     | Jegyzőkönyv | 2× 3×             | Minszk Nézőszám: 800 Játékvezetők: Covalciuc, Covalciuc (moldávok) |

| 2009. szeptember 12. 11:00 | H/C "Tbilisi" | 33 – 30     | "Kouroushi" Paphos | Páfosz Nézőszám: 0 Játékvezetők: Lah, Sok (szlovénok) |
| 2009. szeptember 12. 11:00 | Kalandadze 12 | (19 – 15)   | Christodolou 14    | Páfosz Nézőszám: 0 Játékvezetők: Lah, Sok (szlovénok) |
| 2009. szeptember 12. 11:00 | 7× 2× 1×      | Jegyzőkönyv | 6× 3×              | Páfosz Nézőszám: 0 Játékvezetők: Lah, Sok (szlovénok) |

| 2009. szeptember 13. 18:00 | "Kouroushi" Paphos        | 25 – 32     | H/C "Tbilisi" | Páfosz Nézőszám: 0 Játékvezetők: Lah, Sok (szlovénok) |
| 2009. szeptember 13. 18:00 | Christodolou, Demetriou 5 | (14 – 14)   | Kalandadze 8  | Páfosz Nézőszám: 0 Játékvezetők: Lah, Sok (szlovénok) |
| 2009. szeptember 13. 18:00 | 6× 2×                     | Jegyzőkönyv | 6× 2×         | Páfosz Nézőszám: 0 Játékvezetők: Lah, Sok (szlovénok) |

| 2009. szeptember 5. 20:15 | RK Borac Banja Luka | 28 – 19     | Eurotech Bevo HC                | Banja Luka Nézőszám: 1500 Játékvezetők: Pavel, State (románok) |
| 2009. szeptember 5. 20:15 | Garić 9             | (17 – 7)    | Haenen, Klemann, Knippenbergh 3 | Banja Luka Nézőszám: 1500 Játékvezetők: Pavel, State (románok) |
| 2009. szeptember 5. 20:15 | 1× 3×               | Jegyzőkönyv | 2× 1×                           | Banja Luka Nézőszám: 1500 Játékvezetők: Pavel, State (románok) |

| 2009. szeptember 12. 20:00 | Eurotech Bevo HC | 22 – 28     | RK Borac Banja Luka | Panningen Nézőszám: 0 Játékvezetők: Leandersson, Lindroos (finnek) |
| 2009. szeptember 12. 20:00 | Gaal, Peeters 4  | (12 – 12)   | Pijetlović 7        | Panningen Nézőszám: 0 Játékvezetők: Leandersson, Lindroos (finnek) |
| 2009. szeptember 12. 20:00 | 4× 3×            | Jegyzőkönyv | 5× 3×               | Panningen Nézőszám: 0 Játékvezetők: Leandersson, Lindroos (finnek) |

| 2009. szeptember 5. 10:30 | HCB OKD Karvina                     | 32 – 21     | HB Dudelange | Karvina Nézőszám: 900 Játékvezetők: Bonifert, Oláh (magyarok) |
| 2009. szeptember 5. 10:30 | Hantak, Pavliček, Petrovsky, Sulc 5 | (15 – 11)   | Zatko 7      | Karvina Nézőszám: 900 Játékvezetők: Bonifert, Oláh (magyarok) |
| 2009. szeptember 5. 10:30 | 2× 3×                               | Jegyzőkönyv | 9× 3×        | Karvina Nézőszám: 900 Játékvezetők: Bonifert, Oláh (magyarok) |

| 2009. szeptember 11. 20:00 | HB Dudelange | 24 – 27     | HCB OKD Karvina | Dudelange Nézőszám: 300 Játékvezetők: Cropanise, Mondin (olaszok) |
| 2009. szeptember 11. 20:00 | Poeckes 10   | (12 – 13)   | Sulc 7          | Dudelange Nézőszám: 300 Játékvezetők: Cropanise, Mondin (olaszok) |
| 2009. szeptember 11. 20:00 | 2× 3×        | Jegyzőkönyv | 5× 3×           | Dudelange Nézőszám: 300 Játékvezetők: Cropanise, Mondin (olaszok) |

| 2009. szeptember 5. 16:30 | Haslum HK   | 24 – 24     | HC Dukla Praha    | Prága Nézőszám: 200 Játékvezetők: Jurinović, Mrvica (horvátok) |
| 2009. szeptember 5. 16:30 | Westgaard 7 | (12 – 15)   | Piskac, Polasek 5 | Prága Nézőszám: 200 Játékvezetők: Jurinović, Mrvica (horvátok) |
| 2009. szeptember 5. 16:30 | 3× 2×       | Jegyzőkönyv | 4× 2×             | Prága Nézőszám: 200 Játékvezetők: Jurinović, Mrvica (horvátok) |

| 2009. szeptember 6. 16:30 | HC Dukla Praha | 28 – 25     | Haslum HK   | Prága Nézőszám: 200 Játékvezetők: Jurinović, Mrvica (horvátok) |
| 2009. szeptember 6. 16:30 | Kral 5         | (15 – 12)   | Westgaard 5 | Prága Nézőszám: 200 Játékvezetők: Jurinović, Mrvica (horvátok) |
| 2009. szeptember 6. 16:30 | 3× 3×          | Jegyzőkönyv | 7× 2×       | Prága Nézőszám: 200 Játékvezetők: Jurinović, Mrvica (horvátok) |

| 2009. szeptember 12. 18:30 | Gammadue Secchia                                  | 31 – 15     | A.C. Diomidis Argous | Rubiera Nézőszám: 300 Játékvezetők: Riga, Thomassen (belgák) |
| 2009. szeptember 12. 18:30 | De Jesus Ribeiro da Silva, Di Matteo, Fernandez 5 | (17 – 8)    | Troupis 4            | Rubiera Nézőszám: 300 Játékvezetők: Riga, Thomassen (belgák) |
| 2009. szeptember 12. 18:30 | 5× 3×                                             | Jegyzőkönyv | 7× 2× 1×             | Rubiera Nézőszám: 300 Játékvezetők: Riga, Thomassen (belgák) |

| 2009. szeptember 13. 18:30 | A.C. Diomidis Argous | 18 – 24     | Gammadue Secchia    | Rubiera Nézőszám: 300 Játékvezetők: Riga, Thomassen (belgák) |
| 2009. szeptember 13. 18:30 | Troupis 5            | (9 – 10)    | Di Matteo, Doldan 5 | Rubiera Nézőszám: 300 Játékvezetők: Riga, Thomassen (belgák) |
| 2009. szeptember 13. 18:30 | 3× 3×                | Jegyzőkönyv | 3× 2×               | Rubiera Nézőszám: 300 Játékvezetők: Riga, Thomassen (belgák) |

| 2009. szeptember 12. 20:00 | HC Sutjeska Nikšić | 23 – 23     | Handball Esch | Mondercange Nézőszám: 0 Játékvezetők: Cropanise, Mondin (olaszok) |
| 2009. szeptember 12. 20:00 | Asanin 5           | (10 – 13)   | Müller 9      | Mondercange Nézőszám: 0 Játékvezetők: Cropanise, Mondin (olaszok) |
| 2009. szeptember 12. 20:00 | 7× 3× 1×           | Jegyzőkönyv | 5× 3×         | Mondercange Nézőszám: 0 Játékvezetők: Cropanise, Mondin (olaszok) |

| 2009. szeptember 13. 19:00 | Handball Esch | 32 – 26     | HC Sutjeska Nikšić | Esch-sur-Alzette Nézőszám: 500 Játékvezetők: Cropanise, Mondin (olaszok) |
| 2009. szeptember 13. 19:00 | Pulli 11      | (14 – 12)   | Colaković 6        | Esch-sur-Alzette Nézőszám: 500 Játékvezetők: Cropanise, Mondin (olaszok) |
| 2009. szeptember 13. 19:00 | 9× 2× 1×      | Jegyzőkönyv | 8× 3× 1×           | Esch-sur-Alzette Nézőszám: 500 Játékvezetők: Cropanise, Mondin (olaszok) |

| 2009. szeptember 6. 14:00 | FIQAS Aalsmeer | 23 – 30     | Fram            | Aalsmeer Nézőszám: 300 Játékvezetők: Leyder, Jung (luxemburgiak) |
| 2009. szeptember 6. 14:00 | Boomhouwer 7   | (11 – 18)   | Thorvardarson 6 | Aalsmeer Nézőszám: 300 Játékvezetők: Leyder, Jung (luxemburgiak) |
| 2009. szeptember 6. 14:00 | 7× 3×          | Jegyzőkönyv | 2× 3×           | Aalsmeer Nézőszám: 300 Játékvezetők: Leyder, Jung (luxemburgiak) |

| 2009. szeptember 12. 14:00 | Fram         | 30 – 30     | FIQAS Aalsmeer | Reykjavík Nézőszám: 700 Játékvezetők: Nybo, Poulsen (dánok) |
| 2009. szeptember 12. 14:00 | Haraldsson 9 | (16 – 16)   | Boomhouwer 11  | Reykjavík Nézőszám: 700 Játékvezetők: Nybo, Poulsen (dánok) |
| 2009. szeptember 12. 14:00 | 7× 3×        | Jegyzőkönyv | 6× 3×          | Reykjavík Nézőszám: 700 Játékvezetők: Nybo, Poulsen (dánok) |

## Második kör

### Eredmények
| 1. csapat                    | Össz. | 2. csapat                  | 1. mérk. | 2. mérk. |
| ---------------------------- | ----- | -------------------------- | -------- | -------- |
| Wisla Plock S.A.             | 51–57 | Haukar                     | 30–28    | 21–29    |
| A1 Bregenz                   | 66–60 | A.H. Italgest Casarano     | 35–30    | 31–30    |
| Beşiktaş JK                  | 58–69 | RK "Crvena Zvezda" Beograd | 34–30    | 24–39    |
| Fram                         | 40–65 | TATRAN Presov              | 23–27    | 17–38    |
| SHK DIU-Shumen               | 33–82 | IK Sävehof                 | 18–46    | 15–36    |
| HC Dukla Praha               | 43–55 | ZTR Zaporozhye             | 24–29    | 19–26    |
| SKA Minsk                    | 42–40 | SPE Strovolos              | 21–19    | 21–21    |
| Sport Lisboa e Benfica       | 63–46 | H/C "Tbilisi"              | 34–21    | 29–25    |
| HC Dinamo-Minsk              | 87–43 | Maliye Milli Piyango SK    | 53–19    | 34–24    |
| Gammadue Secchia             | 44–69 | RK Nexe                    | 25–30    | 19–39    |
| UCM Sport Reșița             | 68–61 | HCB OKD Karvina            | 40–32    | 28–29    |
| Alpla HC Hard                | 47–40 | HC "Bydivelnik Brovary"    | 28–17    | 19–23    |
| HC Budučnost Podgorica       | 65–63 | RK Borac Banja Luka        | 36–30    | 29–33    |
| RK Partizan Dunav Osiguranje | 67–53 | HC Kehra                   | 34–25    | 33–28    |
| Maccabi Rishon Le Zion       | 61–49 | Handball Esch              | 32–20    | 29–29    |
| FC Porto/Vitalis             | 60–45 | MRK Vardar Skopje          | 32–20    | 28–25    |

| 2009. október 10. 18:00 | Wisla Plock S.A. | 30 – 28     | Haukar       | Lack Nézőszám: 1000 Játékvezetők: Ștark, Ștefan (románok) |
| 2009. október 10. 18:00 | Miska 7          | (15 – 12)   | Sveinsson 10 | Lack Nézőszám: 1000 Játékvezetők: Ștark, Ștefan (románok) |
| 2009. október 10. 18:00 | 4× 2×            | Jegyzőkönyv | 6× 3× 1×     | Lack Nézőszám: 1000 Játékvezetők: Ștark, Ștefan (románok) |

| 2009. október 17. 16:00 | Haukar      | 29 – 21     | Wisla Plock S.A.                | Asvöllum Nézőszám: 1700 Játékvezetők: Mäkinen, Jonsson (svédek) |
| 2009. október 17. 16:00 | Sveinsson 8 | (17 – 6)    | Bäckström, Paluch, Wisniewski 4 | Asvöllum Nézőszám: 1700 Játékvezetők: Mäkinen, Jonsson (svédek) |
| 2009. október 17. 16:00 | 5× 3× 1×    | Jegyzőkönyv | 3× 3× 2×                        | Asvöllum Nézőszám: 1700 Játékvezetők: Mäkinen, Jonsson (svédek) |

| 2009. október 8. 19:30 | A1 Bregenz  | 35 – 30     | A.H. Italgest Casarano | Bregenz Nézőszám: 800 Játékvezetők: Schaller, Wutzler (németek) |
| 2009. október 8. 19:30 | Schlinger 9 | (16 – 16)   | Stevanović 9           | Bregenz Nézőszám: 800 Játékvezetők: Schaller, Wutzler (németek) |
| 2009. október 8. 19:30 | 6× 3×       | Jegyzőkönyv | 10× 3×                 | Bregenz Nézőszám: 800 Játékvezetők: Schaller, Wutzler (németek) |

| 2009. október 10. 19:30 | A.H. Italgest Casarano | 30 – 31     | A1 Bregenz | Bregenz Nézőszám: 1200 Játékvezetők: Schaller, Wutzler (németek) |
| 2009. október 10. 19:30 | Stevanović 9           | (18 – 17)   | Mayer 8    | Bregenz Nézőszám: 1200 Játékvezetők: Schaller, Wutzler (németek) |
| 2009. október 10. 19:30 | 7× 3×                  | Jegyzőkönyv | 6× 3×      | Bregenz Nézőszám: 1200 Játékvezetők: Schaller, Wutzler (németek) |

| 2009. október 11. 17:00 | Beşiktaş JK | 34 – 30     | RK "Crvena Zvezda" Beograd | Isztambul Nézőszám: 500 Játékvezetők: Hintenaus, Schneider (osztrákok) |
| 2009. október 11. 17:00 | Döne 8      | (16 – 13)   | Corović 7                  | Isztambul Nézőszám: 500 Játékvezetők: Hintenaus, Schneider (osztrákok) |
| 2009. október 11. 17:00 | 7× 2×       | Jegyzőkönyv | 6× 2×                      | Isztambul Nézőszám: 500 Játékvezetők: Hintenaus, Schneider (osztrákok) |

| 2009. október 17. 18:00 | RK "Crvena Zvezda" Beograd | 39 – 24 | Beşiktaş JK | Belgrád Nézőszám: 800 Játékvezetők: Pavel, State (románok) |
| 2009. október 17. 18:00 | (21 – 13)                  |         |             | Belgrád Nézőszám: 800 Játékvezetők: Pavel, State (románok) |
| 2009. október 17. 18:00 | Jegyzőkönyv                |         |             | Belgrád Nézőszám: 800 Játékvezetők: Pavel, State (románok) |

| 2009. október 17. 18:00 | Fram      | 23 – 27     | Tatran Presov | Eperjes Nézőszám: 1000 Játékvezetők: Repensek, Pozeznik (szlovénok) |
| 2009. október 17. 18:00 | Eidsson 8 | (11 – 12)   | Stranovsky 9  | Eperjes Nézőszám: 1000 Játékvezetők: Repensek, Pozeznik (szlovénok) |
| 2009. október 17. 18:00 | 6× 2×     | Jegyzőkönyv | 1× 3×         | Eperjes Nézőszám: 1000 Játékvezetők: Repensek, Pozeznik (szlovénok) |

| 2009. október 18. 18:00 | Tatran Presov | 38 – 17     | Fram            | Eperjes Nézőszám: 1200 Játékvezetők: Repensek, Pozeznik (szlovénok) |
| 2009. október 18. 18:00 | Stranovsky 8  | (16 – 7)    | Thorvardarson 5 | Eperjes Nézőszám: 1200 Játékvezetők: Repensek, Pozeznik (szlovénok) |
| 2009. október 18. 18:00 | 6× 3×         | Jegyzőkönyv | 6× 3×           | Eperjes Nézőszám: 1200 Játékvezetők: Repensek, Pozeznik (szlovénok) |

| 2009. október 10. 17:30 | SHK DIU-Shumen | 18 – 46     | IK Sävehof | Partille Nézőszám: 300 Játékvezetők: Sitsi, Heinla (észtek) |
| 2009. október 10. 17:30 | Stefanov 4     | (8 – 19)    | Fridén 11  | Partille Nézőszám: 300 Játékvezetők: Sitsi, Heinla (észtek) |
| 2009. október 10. 17:30 | 5× 3×          | Jegyzőkönyv | 1× 2×      | Partille Nézőszám: 300 Játékvezetők: Sitsi, Heinla (észtek) |

| 2009. október 11. 17:00 | IK Sävehof              | 36 – 15     | SHK DIU-Shumen | Partille Nézőszám: 300 Játékvezetők: Sitsi, Heinla (észtek) |
| 2009. október 11. 17:00 | Albrechtson, Ottosson 8 | (19 – 4)    | Semerdijev 5   | Partille Nézőszám: 300 Játékvezetők: Sitsi, Heinla (észtek) |
| 2009. október 11. 17:00 | 5× 3×                   | Jegyzőkönyv | 1× 3× 1×       | Partille Nézőszám: 300 Játékvezetők: Sitsi, Heinla (észtek) |

| 2009. október 10. 16:30 | HC Dukla Praha | 24 – 29     | ZTR Zaporozhye | Prága Nézőszám: 500 Játékvezetők: Andorka, Hucker (magyarok) |
| 2009. október 10. 16:30 | Rams 5         | (10 – 16)   | Pedan 8        | Prága Nézőszám: 500 Játékvezetők: Andorka, Hucker (magyarok) |
| 2009. október 10. 16:30 | 3× 3×          | Jegyzőkönyv | 5× 3×          | Prága Nézőszám: 500 Játékvezetők: Andorka, Hucker (magyarok) |

| 2009. október 17. 17:00 | ZTR Zaporozhye           | 26 – 19     | HC Dukla Praha | Zaporizzsja Nézőszám: 1800 Játékvezetők: Kaveshnikov, Plotnikov (oroszok) |
| 2009. október 17. 17:00 | Liubchenko, Ostroushko 6 | (14 – 11)   | Rams 4         | Zaporizzsja Nézőszám: 1800 Játékvezetők: Kaveshnikov, Plotnikov (oroszok) |
| 2009. október 17. 17:00 | 5× 2×                    | Jegyzőkönyv | 4× 3×          | Zaporizzsja Nézőszám: 1800 Játékvezetők: Kaveshnikov, Plotnikov (oroszok) |

| 2009. október 11. 16:00 | SKA Minsk | 21 – 19     | SPE Strovolos               | Minszk Nézőszám: 1000 Játékvezetők: Chernega, Liudovyk (orosz, ukrán) |
| 2009. október 11. 16:00 | Housha 6  | (8 – 9)     | Efstathiadis, Michaelides 5 | Minszk Nézőszám: 1000 Játékvezetők: Chernega, Liudovyk (orosz, ukrán) |
| 2009. október 11. 16:00 | 6× 3× 1×  | Jegyzőkönyv | 6× 3×                       | Minszk Nézőszám: 1000 Játékvezetők: Chernega, Liudovyk (orosz, ukrán) |

| 2009. október 18. 18:00 | SPE Strovolos       | 21 – 21     | SKA Minsk  | Nicosia Nézőszám: 500 Játékvezetők: Pavičević, Vujišić (montenegróiak) |
| 2009. október 18. 18:00 | Khuzeyev, Tartios 4 | (11 – 13)   | Baranau 10 | Nicosia Nézőszám: 500 Játékvezetők: Pavičević, Vujišić (montenegróiak) |
| 2009. október 18. 18:00 | 5× 3×               | Jegyzőkönyv | 3× 3×      | Nicosia Nézőszám: 500 Játékvezetők: Pavičević, Vujišić (montenegróiak) |

| 2009. október 17. 19:30 | Sport Lisboa e Benfica | 34 – 21     | H/C "Tbilisi" | Lisszabon Nézőszám: 500 Játékvezetők: Skruzny, Kavulic (cseh, szlovák) |
| 2009. október 17. 19:30 | Tavares 8              | (21 – 11)   | Kalandadze 13 | Lisszabon Nézőszám: 500 Játékvezetők: Skruzny, Kavulic (cseh, szlovák) |
| 2009. október 17. 19:30 | 4× 3×                  | Jegyzőkönyv | 1× 3×         | Lisszabon Nézőszám: 500 Játékvezetők: Skruzny, Kavulic (cseh, szlovák) |

| 2009. október 18. 19:00 | H/C "Tbilisi" | 25 – 29     | Sport Lisboa e Benfica | Lisszabon Nézőszám: 400 Játékvezetők: Skruzny, Kavulic (cseh, szlovák) |
| 2009. október 18. 19:00 | Kalandadze 11 | (14 – 16)   | Carneiro 6             | Lisszabon Nézőszám: 400 Játékvezetők: Skruzny, Kavulic (cseh, szlovák) |
| 2009. október 18. 19:00 | 3× 3×         | Jegyzőkönyv | 6× 3×                  | Lisszabon Nézőszám: 400 Játékvezetők: Skruzny, Kavulic (cseh, szlovák) |

| 2009. október 13. 18:30 | HC Dinamo-Minsk | 53 – 19     | Maliye Milli Piyango SK | Minszk Nézőszám: 500 Játékvezetők: Solodko, Solodko (lengyelek) |
| 2009. október 13. 18:30 | Onufryienko 10  | (24 – 9)    | Aslan 5                 | Minszk Nézőszám: 500 Játékvezetők: Solodko, Solodko (lengyelek) |
| 2009. október 13. 18:30 | 4× 3×           | Jegyzőkönyv | 7× 3×                   | Minszk Nézőszám: 500 Játékvezetők: Solodko, Solodko (lengyelek) |

| 2009. október 14. 18:30 | Maliye Milli Piyango SK | 24 – 34     | HC Dinamo-Minsk | Minszk Nézőszám: 200 Játékvezetők: Solodko, Solodko (lengyelek) |
| 2009. október 14. 18:30 | Aslan 8                 | (15 – 17)   | Onufryienko 8   | Minszk Nézőszám: 200 Játékvezetők: Solodko, Solodko (lengyelek) |
| 2009. október 14. 18:30 | 4× 3×                   | Jegyzőkönyv | 5× 3×           | Minszk Nézőszám: 200 Játékvezetők: Solodko, Solodko (lengyelek) |

| 2009. október 10. 18:30 | Gammadue Secchia            | 25 – 30     | RK Nexe | Rubiera Nézőszám: 200 Játékvezetők: Kostov, Kostov (bolgárok) |
| 2009. október 10. 18:30 | De Jesus Ribeiro da Silva 9 | (12 – 12)   | Eter 6  | Rubiera Nézőszám: 200 Játékvezetők: Kostov, Kostov (bolgárok) |
| 2009. október 10. 18:30 | 2× 3×                       | Jegyzőkönyv | 5× 3×   | Rubiera Nézőszám: 200 Játékvezetők: Kostov, Kostov (bolgárok) |

| 2009. október 17. 19:00 | RK Nexe   | 39 – 19     | Gammadue Secchia            | Nekcse Nézőszám: 900 Játékvezetők: Wyss, Zowa (svájciak) |
| 2009. október 17. 19:00 | Tomičić 9 | (18 – 12)   | De Jesus Ribeiro da Silva 5 | Nekcse Nézőszám: 900 Játékvezetők: Wyss, Zowa (svájciak) |
| 2009. október 17. 19:00 | 2× 2×     | Jegyzőkönyv | 5× 3×                       | Nekcse Nézőszám: 900 Játékvezetők: Wyss, Zowa (svájciak) |

| 2009. október 10. 14:30 | UCM Sport Reșița   | 40 – 32     | HCB OKD Karvina | Resicabánya Nézőszám: 800 Játékvezetők: Lovrić, Petković (horvátok) |
| 2009. október 10. 14:30 | Paraianu, Petrea 7 | (21 – 12)   | Zdrahala 8      | Resicabánya Nézőszám: 800 Játékvezetők: Lovrić, Petković (horvátok) |
| 2009. október 10. 14:30 | 2× 2×              | Jegyzőkönyv | 4× 3×           | Resicabánya Nézőszám: 800 Játékvezetők: Lovrić, Petković (horvátok) |

| 2009. október 18. 10:30 | HCB OKD Karvina | 29 – 28     | UCM Sport Reșița | Karvina Nézőszám: 1000 Játékvezetők: Bashmak, Frolov (oroszok) |
| 2009. október 18. 10:30 | Zdrahala 9      | (14 – 14)   | Butulija 7       | Karvina Nézőszám: 1000 Játékvezetők: Bashmak, Frolov (oroszok) |
| 2009. október 18. 10:30 | 3× 3×           | Jegyzőkönyv | 5× 2×            | Karvina Nézőszám: 1000 Játékvezetők: Bashmak, Frolov (oroszok) |

| 2009. október 10. 16:30 | Alpla HC Hard | 28 – 17     | HC "Bydivelnik Brovary" | Hard Nézőszám: 800 Játékvezetők: Badura, Ondogrecula (szlovákok) |
| 2009. október 10. 16:30 | Jochum 7      | (12 – 6)    | Yevdokimov 4            | Hard Nézőszám: 800 Játékvezetők: Badura, Ondogrecula (szlovákok) |
| 2009. október 10. 16:30 | 7× 3×         | Jegyzőkönyv | 7× 3× 1×                | Hard Nézőszám: 800 Játékvezetők: Badura, Ondogrecula (szlovákok) |

| 2009. október 17. 14:00 | HC "Bydivelnik Brovary" | 23 – 19     | Alpla HC Hard | Brovary Nézőszám: 500 Játékvezetők: Zotin, Volodkov (oroszok) |
| 2009. október 17. 14:00 | Pokotylo 6              | (10 – 9)    | Tluczynski 6  | Brovary Nézőszám: 500 Játékvezetők: Zotin, Volodkov (oroszok) |
| 2009. október 17. 14:00 | 3×                      | Jegyzőkönyv | 5× 3×         | Brovary Nézőszám: 500 Játékvezetők: Zotin, Volodkov (oroszok) |

| 2009. október 11. 18:00 | HC Budučnost Podgorica | 36 – 30     | RK Borac Banja Luka  | Podgorica Nézőszám: 1200 Játékvezetők: Baranowski, Lemanowicz (lengyelek) |
| 2009. október 11. 18:00 | Grbović 9              | (17 – 14)   | Garić, Halibegović 6 | Podgorica Nézőszám: 1200 Játékvezetők: Baranowski, Lemanowicz (lengyelek) |
| 2009. október 11. 18:00 | 4× 3×                  | Jegyzőkönyv | 5× 3× 1×             | Podgorica Nézőszám: 1200 Játékvezetők: Baranowski, Lemanowicz (lengyelek) |

| 2009. október 17. 20:15 | RK Borac Banja Luka | 33 – 29     | HC Budučnost Podgorica | Banja Luka Nézőszám: 2000 Játékvezetők: Hajek, Macho (csehek) |
| 2009. október 17. 20:15 | Garić, Mikić 7      | (16 – 18)   | Grbović, Marković 6    | Banja Luka Nézőszám: 2000 Játékvezetők: Hajek, Macho (csehek) |
| 2009. október 17. 20:15 | 7× 2×               | Jegyzőkönyv | 6× 3×                  | Banja Luka Nézőszám: 2000 Játékvezetők: Hajek, Macho (csehek) |

| 2009. október 9. 18:00 | RK Partizan Osiguranje | 34 – 25     | HC Kehra | Belgrád Nézőszám: 300 Játékvezetők: Hascik, Otapka (szlovákok) |
| 2009. október 9. 18:00 | Tubić 9                | (14 – 13)   | Kauge 6  | Belgrád Nézőszám: 300 Játékvezetők: Hascik, Otapka (szlovákok) |
| 2009. október 9. 18:00 | 8× 3× 1×               | Jegyzőkönyv | 2× 3×    | Belgrád Nézőszám: 300 Játékvezetők: Hascik, Otapka (szlovákok) |

| 2009. október 10. 18:00 | HC Kehra                       | 28 – 33     | RK Partizan Osiguranje | Belgrád Nézőszám: 200 Játékvezetők: Hascik, Otapka (szlovákok) |
| 2009. október 10. 18:00 | Ensalu, Kauge, Lillsoo, Mägi 5 | (13 – 15)   | Kladarin 8             | Belgrád Nézőszám: 200 Játékvezetők: Hascik, Otapka (szlovákok) |
| 2009. október 10. 18:00 | 3× 2×                          | Jegyzőkönyv | 9× 3×                  | Belgrád Nézőszám: 200 Játékvezetők: Hascik, Otapka (szlovákok) |

| 2009. október 11. 20:00 | Maccabi Rishon Le Zion | 32 – 20     | Handball Esch | Izrael Nézőszám: 600 Játékvezetők: Gökmen, Gök (törökök) |
| 2009. október 11. 20:00 | Rosca 12               | (15 – 6)    | Müller 8      | Izrael Nézőszám: 600 Játékvezetők: Gökmen, Gök (törökök) |
| 2009. október 11. 20:00 | 6× 3×                  | Jegyzőkönyv | 4× 3×         | Izrael Nézőszám: 600 Játékvezetők: Gökmen, Gök (törökök) |

| 2009. október 17. 20:30 | Handball Esch | 29 – 29     | Maccabi Rishon Le Zion | Esch-sur-Alzette Nézőszám: 500 Játékvezetők: Sivak, Dvorsky (szlovákok) |
| 2009. október 17. 20:30 | Schroeder 9   | (12 – 14)   | Rosental 7             | Esch-sur-Alzette Nézőszám: 500 Játékvezetők: Sivak, Dvorsky (szlovákok) |
| 2009. október 17. 20:30 | 5× 3×         | Jegyzőkönyv | 6× 3× 1×               | Esch-sur-Alzette Nézőszám: 500 Játékvezetők: Sivak, Dvorsky (szlovákok) |

| 2009. október 10. 17:00 | FC Porto/Vitalis | 32 – 20     | MRK Vardar Skopje | Porto Nézőszám: 600 Játékvezetők: Bol, van Eck (hollandok) |
| 2009. október 10. 17:00 | Pereira 12       | (15 – 7)    | Ojleski 10        | Porto Nézőszám: 600 Játékvezetők: Bol, van Eck (hollandok) |
| 2009. október 10. 17:00 | 4× 2×            | Jegyzőkönyv | 7× 3×             | Porto Nézőszám: 600 Játékvezetők: Bol, van Eck (hollandok) |

| 2009. október 18. 18:30 | MRK Vardar Skopje | 25 – 28     | FC Porto/Vitalis | Szkopje Nézőszám: 200 Játékvezetők: Pedersen, Mortensen (dánok) |
| 2009. október 18. 18:30 | Karaivanov 6      | (14 – 16)   | Moreira 7        | Szkopje Nézőszám: 200 Játékvezetők: Pedersen, Mortensen (dánok) |
| 2009. október 18. 18:30 | 6× 3× 1×          | Jegyzőkönyv | 3× 2×            | Szkopje Nézőszám: 200 Játékvezetők: Pedersen, Mortensen (dánok) |

## Harmadik kör

### Eredmények
| 1. csapat                    | Össz. | 2. csapat                   | 1. mérk. | 2. mérk. |
| ---------------------------- | ----- | --------------------------- | -------- | -------- |
| CAI BM. Aragon               | 54–48 | A1 Bregenz                  | 39–22    | 15–26    |
| FC Porto/Vitalis             | 47–55 | Frisch Auf Göppingen        | 24–24    | 23–31    |
| SG Flensburg-Handewitt       | 86–47 | Maccabi Rishon Le Zion      | 43–25    | 43–22    |
| RK Partizan Dunav Osiguranje | 47–51 | GOG Svendborg               | 28–24    | 19–27    |
| Alpla HC Hard                | 50–52 | Zarja Kaspija Astrakhan     | 28–24    | 22–28    |
| Celje Pivovarna Lasko        | 62–47 | ZTR Zaporozhye              | 37–21    | 25–26    |
| HC Dinamo-Minsk              | 59–63 | Dunkerque HB Grand Littoral | 29–24    | 30–39    |
| TBV Lemgo                    | 74–51 | HC Budučnost Podgorica      | 46–23    | 28–28    |
| RK "Crvena Zvezda" Beograd   | 56–63 | Naturhouse La Rioja         | 30–30    | 26–33    |
| TATRAN Prešov                | 49–42 | Dunaferr SE                 | 27–19    | 22–23    |
| RK Nexe                      | 60–64 | Kadetten SH Handball        | 30–30    | 30–34    |
| SKIF-Krasnodar               | 58–64 | Sport Lisboa e Benfica      | 28–29    | 30–35    |
| IK Sävehof                   | 54–61 | AaB Handbold                | 26–28    | 28–33    |
| Istres Ouest Provence HB     | 59–52 | SKA Minsk                   | 32–25    | 27–27    |
| RK Trimo Trebnje             | 62–60 | UCM Sport Reșița            | 32–28    | 30–32    |
| Haukar                       | 48–47 | PLER KC                     | 26–26    | 22–21    |

| 2009. november 14. 18:30 | CAI BM. Aragon | 39 – 22     | A1 Bregenz         | Zaragoza Nézőszám: 2500 Játékvezetők: Kohout, Novak (csehek) |
| 2009. november 14. 18:30 | Larsson 6      | (21 – 10)   | Schlinger, Watzl 5 | Zaragoza Nézőszám: 2500 Játékvezetők: Kohout, Novak (csehek) |
| 2009. november 14. 18:30 | 3× 2×          | Jegyzőkönyv | 6× 3× 1×           | Zaragoza Nézőszám: 2500 Játékvezetők: Kohout, Novak (csehek) |

| 2009. november 21. 19:00 | A1 Bregenz | 26 – 15     | CAI BM. Aragon | Bregenz Nézőszám: 1200 Játékvezetők: Cvetko, Kavalar (szlovénok) |
| 2009. november 21. 19:00 | Watzl 8    | (11 – 10)   | Stanković 4    | Bregenz Nézőszám: 1200 Játékvezetők: Cvetko, Kavalar (szlovénok) |
| 2009. november 21. 19:00 | 3× 3×      | Jegyzőkönyv | 3× 3×          | Bregenz Nézőszám: 1200 Játékvezetők: Cvetko, Kavalar (szlovénok) |

| 2009. november 15. 17:00 | FC Porto/Vitalis | 24 – 24     | Frisch Auf Göppingen  | Porto Nézőszám: 800 Játékvezetők: Cohen, Peretz (izraeliek) |
| 2009. november 15. 17:00 | Davyes, Rocha 6  | (14 – 13)   | Schweikardt, Thiede 5 | Porto Nézőszám: 800 Játékvezetők: Cohen, Peretz (izraeliek) |
| 2009. november 15. 17:00 | 3× 3×            | Jegyzőkönyv | 2× 3×                 | Porto Nézőszám: 800 Játékvezetők: Cohen, Peretz (izraeliek) |

| 2009. november 21. 20:15 | Frisch Auf Göppingen | 31 – 23     | FC Porto/Vitalis | Göppingen Nézőszám: 3000 Játékvezetők: Andorka, Hucker (magyarok) |
| 2009. november 21. 20:15 | Haaß 9               | (16 – 12)   | Spinola 7        | Göppingen Nézőszám: 3000 Játékvezetők: Andorka, Hucker (magyarok) |
| 2009. november 21. 20:15 | 5× 2×                | Jegyzőkönyv | 4× 2× 1×         | Göppingen Nézőszám: 3000 Játékvezetők: Andorka, Hucker (magyarok) |

| 2009. november 21. 17:00 | SG Flensburg-Handewitt | 43 – 25     | Maccabi Rishon Le Zion | Flensburg Nézőszám: 3600 Játékvezetők: Cernavskis, Bogdanovs (lettek) |
| 2009. november 21. 17:00 | Eggert Jensen 10       | (23 – 13)   | Neeman 9               | Flensburg Nézőszám: 3600 Játékvezetők: Cernavskis, Bogdanovs (lettek) |
| 2009. november 21. 17:00 | 2× 2×                  | Jegyzőkönyv | 2× 3×                  | Flensburg Nézőszám: 3600 Játékvezetők: Cernavskis, Bogdanovs (lettek) |

| 2009. november 13. 16:00 | Maccabi Rishon Le Zion | 22 – 43     | SG Flensburg-Handewitt | Rishion Le Zion Nézőszám: 1000 Játékvezetők: Pavičević, Vujišić (montenegróiak) |
| 2009. november 13. 16:00 | Rosental 7             | (9 – 17)    | Eggert Jensen 13       | Rishion Le Zion Nézőszám: 1000 Játékvezetők: Pavičević, Vujišić (montenegróiak) |
| 2009. november 13. 16:00 | 3× 2×                  | Jegyzőkönyv | 4× 2×                  | Rishion Le Zion Nézőszám: 1000 Játékvezetők: Pavičević, Vujišić (montenegróiak) |

| 2009. november 14. 18:00 | RK Partizan Osiguranje | 28 – 24     | GOG Svendborg | Belgrád Nézőszám: 1200 Játékvezetők: Bonifert, Oláh (magyarok) |
| 2009. november 14. 18:00 | Milinić 8              | (12 – 10)   | Petersen 7    | Belgrád Nézőszám: 1200 Játékvezetők: Bonifert, Oláh (magyarok) |
| 2009. november 14. 18:00 | 5× 2×                  | Jegyzőkönyv | 6× 2× 1×      | Belgrád Nézőszám: 1200 Játékvezetők: Bonifert, Oláh (magyarok) |

| 2009. november 22. 15:00 | GOG Svendborg | 27 – 19     | RK Partizan Osiguranje | Gudmen Nézőszám: 1100 Játékvezetők: Franco, Rodriguez (spanyolok) |
| 2009. november 22. 15:00 | Jörgensen 6   | (17 – 10)   | Beocanin 8             | Gudmen Nézőszám: 1100 Játékvezetők: Franco, Rodriguez (spanyolok) |
| 2009. november 22. 15:00 | 4× 3×         | Jegyzőkönyv | 6× 3× 1×               | Gudmen Nézőszám: 1100 Játékvezetők: Franco, Rodriguez (spanyolok) |

| 2009. november 14. 19:00 | Alpla HC Hard | 28 – 24     | Zarja Kaspija Astrakhan | Hard Nézőszám: 900 Játékvezetők: Nikolovski, Kolevski (macedónok) |
| 2009. november 14. 19:00 | Watzl 9       | (14 – 13)   | Orlov 7                 | Hard Nézőszám: 900 Játékvezetők: Nikolovski, Kolevski (macedónok) |
| 2009. november 14. 19:00 | 2× 3×         | Jegyzőkönyv | 5× 3×                   | Hard Nézőszám: 900 Játékvezetők: Nikolovski, Kolevski (macedónok) |

| 2009. november 21. 14:00 | Zarja Kaspija Astrakhan          | 28 – 22     | Alpla HC Hard        | Astrakhan Nézőszám: 3000 Játékvezetők: Sitsi, Heinla (észtek) |
| 2009. november 21. 14:00 | Orlov, Predybailov, Slachtchev 7 | (13 – 10)   | Jochum, Tluczynski 6 | Astrakhan Nézőszám: 3000 Játékvezetők: Sitsi, Heinla (észtek) |
| 2009. november 21. 14:00 | 3× 2×                            | Jegyzőkönyv | 4× 3×                | Astrakhan Nézőszám: 3000 Játékvezetők: Sitsi, Heinla (észtek) |

| 2009. november 14. 20:00 | Celje Pivovarna Lasko | 37 – 21     | ZTR Zaporozhye | Celje Nézőszám: 2000 Játékvezetők: Di Domenico, Fornasier (olaszok) |
| 2009. november 14. 20:00 | Koksarov 11           | (21 – 11)   | Gurkovsky 5    | Celje Nézőszám: 2000 Játékvezetők: Di Domenico, Fornasier (olaszok) |
| 2009. november 14. 20:00 | 9× 3× 1×              | Jegyzőkönyv | 6× 3×          | Celje Nézőszám: 2000 Játékvezetők: Di Domenico, Fornasier (olaszok) |

| 2009. november 21. 17:00 | ZTR Zaporozhye | 26 – 25     | Celje Pivovarna Lasko | Zaporizzsja Nézőszám: 2000 Játékvezetők: Mayeuski, Tereshchenkov (fehéroroszok) |
| 2009. november 21. 17:00 | Krivchikov 7   | (15 – 13)   | Toskić 7              | Zaporizzsja Nézőszám: 2000 Játékvezetők: Mayeuski, Tereshchenkov (fehéroroszok) |
| 2009. november 21. 17:00 | 4× 3×          | Jegyzőkönyv | 3× 3×                 | Zaporizzsja Nézőszám: 2000 Játékvezetők: Mayeuski, Tereshchenkov (fehéroroszok) |

| 2009. november 17. 19:00 | HC Dinamo-Minsk | 29 – 24     | Dunkerque HB Grand Littoral | Minszk Nézőszám: 1700 Játékvezetők: Repensek, Pozeznik (szlovénok) |
| 2009. november 17. 19:00 | Pukhouski 6     | (15 – 12)   | Oskarsson 12                | Minszk Nézőszám: 1700 Játékvezetők: Repensek, Pozeznik (szlovénok) |
| 2009. november 17. 19:00 | 7× 3× 1×        | Jegyzőkönyv | 2× 3×                       | Minszk Nézőszám: 1700 Játékvezetők: Repensek, Pozeznik (szlovénok) |

| 2009. november 22. 16:00 | Dunkerque HB Grand Littoral | 39 – 30     | HC Dinamo-Minsk | Dunkerque Nézőszám: 1600 Játékvezetők: Cacador, Nicolau (portugálok) |
| 2009. november 22. 16:00 | Bosquet 12                  | (19 – 15)   | Rutenka 6       | Dunkerque Nézőszám: 1600 Játékvezetők: Cacador, Nicolau (portugálok) |
| 2009. november 22. 16:00 | 5× 3× 1×                    | Jegyzőkönyv | 7× 3×           | Dunkerque Nézőszám: 1600 Játékvezetők: Cacador, Nicolau (portugálok) |

| 2009. november 14. 18:00 | TBV Lemgo          | 46 – 23     | HC Budučnost Podgorica | Lemgo Nézőszám: 2400 Játékvezetők: Yudchyts, Kot (fehéroroszok) |
| 2009. november 14. 18:00 | Binder, Herrmann 9 | (25 – 11)   | Kovalenko 10           | Lemgo Nézőszám: 2400 Játékvezetők: Yudchyts, Kot (fehéroroszok) |
| 2009. november 14. 18:00 | 4× 3×              | Jegyzőkönyv | 4× 3×                  | Lemgo Nézőszám: 2400 Játékvezetők: Yudchyts, Kot (fehéroroszok) |

| 2009. november 22. 18:00 | HC Budučnost Podgorica | 28 – 28     | TBV Lemgo  | Podgorica Nézőszám: 1000 Játékvezetők: Pandzić, Satordzija (bosnyákok) |
| 2009. november 22. 18:00 | Marković 9             | (15 – 13)   | Herrmann 7 | Podgorica Nézőszám: 1000 Játékvezetők: Pandzić, Satordzija (bosnyákok) |
| 2009. november 22. 18:00 | 5× 3×                  | Jegyzőkönyv | 1× 3×      | Podgorica Nézőszám: 1000 Játékvezetők: Pandzić, Satordzija (bosnyákok) |

| 2009. november 15. 18:00 | RK "Crvena Zvezda" Beograd | 30 – 30     | Naturhouse La Rioja | Belgrád Nézőszám: 1300 Játékvezetők: Kostov, Kostov (bolgárok) |
| 2009. november 15. 18:00 | Perović 8                  | (16 – 16)   | Juarez Minguez 7    | Belgrád Nézőszám: 1300 Játékvezetők: Kostov, Kostov (bolgárok) |
| 2009. november 15. 18:00 | 3× 3×                      | Jegyzőkönyv | 5× 3×               | Belgrád Nézőszám: 1300 Játékvezetők: Kostov, Kostov (bolgárok) |

| 2009. november 22. 18:30 | Naturhouse La Rioja | 33 – 26     | RK "Crvena Zvezda" Beograd | Logroño Nézőszám: 3000 Játékvezetők: Methe, Methe (németek) |
| 2009. november 22. 18:30 | Juarez Minguez 11   | (18 – 13)   | Tomić 8                    | Logroño Nézőszám: 3000 Játékvezetők: Methe, Methe (németek) |
| 2009. november 22. 18:30 | 5× 3× 1×            | Jegyzőkönyv | 5× 3×                      | Logroño Nézőszám: 3000 Játékvezetők: Methe, Methe (németek) |

| 2009. november 15. 18:00 | TATRAN Prešov | 27 – 19     | Dunaferr SE | Eperjes Nézőszám: 1000 Játékvezetők: Jaskins, Zabko (lettek) |
| 2009. november 15. 18:00 | Antl 11       | (14 – 10)   | Nagy 5      | Eperjes Nézőszám: 1000 Játékvezetők: Jaskins, Zabko (lettek) |
| 2009. november 15. 18:00 | 4× 2× 1×      | Jegyzőkönyv | 5× 2×       | Eperjes Nézőszám: 1000 Játékvezetők: Jaskins, Zabko (lettek) |

| 2009. november 22. 18:30 | Dunaferr SE | 23 – 22     | TATRAN Prešov | Dunaújváros Nézőszám: 800 Játékvezetők: Chaskis, Tsakonas (görögök) |
| 2009. november 22. 18:30 | Németh 7    | (14 – 10)   | Hunady 6      | Dunaújváros Nézőszám: 800 Játékvezetők: Chaskis, Tsakonas (görögök) |
| 2009. november 22. 18:30 | 3× 3×       | Jegyzőkönyv | 3× 3×         | Dunaújváros Nézőszám: 800 Játékvezetők: Chaskis, Tsakonas (görögök) |

| 2009. november 14. 19:00 | RK Nexe         | 30 – 30     | Kadetten SH Handball | Nekcse Nézőszám: 1000 Játékvezetők: Leyder, Jung (luxemburgiak) |
| 2009. november 14. 19:00 | Barišić Jaman 7 | (8 – 13)    | Filip 10             | Nekcse Nézőszám: 1000 Játékvezetők: Leyder, Jung (luxemburgiak) |
| 2009. november 14. 19:00 | 7× 2× 1×        | Jegyzőkönyv | 3× 3×                | Nekcse Nézőszám: 1000 Játékvezetők: Leyder, Jung (luxemburgiak) |

| 2009. november 22. 18:00 | Kadetten SH Handball | 34 – 30     | RK Nexe    | Schaffhausen Nézőszám: 1500 Játékvezetők: Riga, Thomassen (belgák) |
| 2009. november 22. 18:00 | Patrail 9            | (12 – 15)   | Markotić 8 | Schaffhausen Nézőszám: 1500 Játékvezetők: Riga, Thomassen (belgák) |
| 2009. november 22. 18:00 | 2× 2×                | Jegyzőkönyv | 6× 3×      | Schaffhausen Nézőszám: 1500 Játékvezetők: Riga, Thomassen (belgák) |

| 2009. november 14. 13:00 | SKIF-Krasnodar     | 28 – 29     | Sport Lisboa e Benfica | Krasnodar Nézőszám: 1900 Játékvezetők: Pavičević, Raznatović (montenegróiak) |
| 2009. november 14. 13:00 | Myagkov, Shindin 9 | (16 – 13)   | Zaikin 7               | Krasnodar Nézőszám: 1900 Játékvezetők: Pavičević, Raznatović (montenegróiak) |
| 2009. november 14. 13:00 | 6× 3×              | Jegyzőkönyv | 5× 3× 1×               | Krasnodar Nézőszám: 1900 Játékvezetők: Pavičević, Raznatović (montenegróiak) |

| 2009. november 21. 18:30 | Sport Lisboa e Benfica | 35 – 30     | SKIF-Krasnodar | Lisszabon Nézőszám: 800 Játékvezetők: Mäkinen, Jonsson (svédek) |
| 2009. november 21. 18:30 | Carneiro, Silva 6      | (16 – 13)   | Stepanenko 8   | Lisszabon Nézőszám: 800 Játékvezetők: Mäkinen, Jonsson (svédek) |
| 2009. november 21. 18:30 | 2× 3×                  | Jegyzőkönyv | 4× 2×          | Lisszabon Nézőszám: 800 Játékvezetők: Mäkinen, Jonsson (svédek) |

| 2009. november 15. 15:00 | IK Sävehof | 26 – 28     | AaB Handbold | Partille Nézőszám: 900 Játékvezetők: Gubica, Milošević (horvátok) |
| 2009. november 15. 15:00 | Fritzon 7  | (13 – 14)   | Svensson 8   | Partille Nézőszám: 900 Játékvezetők: Gubica, Milošević (horvátok) |
| 2009. november 15. 15:00 | 2× 3×      | Jegyzőkönyv | 4× 2×        | Partille Nézőszám: 900 Játékvezetők: Gubica, Milošević (horvátok) |

| 2009. november 21. 15:00 | AaB Handbold   | 33 – 28     | IK Sävehof  | Aalborg Nézőszám: 1500 Játékvezetők: Vodopivec, Krasna (szlovénok) |
| 2009. november 21. 15:00 | Christiansen 9 | (17 – 10)   | Jakobsson 6 | Aalborg Nézőszám: 1500 Játékvezetők: Vodopivec, Krasna (szlovénok) |
| 2009. november 21. 15:00 | 4× 3×          | Jegyzőkönyv | 3× 2×       | Aalborg Nézőszám: 1500 Játékvezetők: Vodopivec, Krasna (szlovénok) |

| 2009. november 15. 17:00 | Istres Ouest Provence HB | 32 – 25     | SKA Minsk   | Istres Nézőszám: 2000 Játékvezetők: Lopez, Ramirez (spanyolok) |
| 2009. november 15. 17:00 | Diaw 11                  | (14 – 14)   | Siamionau 6 | Istres Nézőszám: 2000 Játékvezetők: Lopez, Ramirez (spanyolok) |
| 2009. november 15. 17:00 | 6× 3× 1×                 | Jegyzőkönyv | 4× 3×       | Istres Nézőszám: 2000 Játékvezetők: Lopez, Ramirez (spanyolok) |

| 2009. november 22. 16:00 | SKA Minsk | 27 – 27     | Istres Ouest Provence HB | Minszk Nézőszám: 500 Játékvezetők: Nikolov, Nachevski (macedónok) |
| 2009. november 22. 16:00 | Tsitou 6  | (12 – 12)   | Keller 8                 | Minszk Nézőszám: 500 Játékvezetők: Nikolov, Nachevski (macedónok) |
| 2009. november 22. 16:00 | 2× 3×     | Jegyzőkönyv | 4× 3×                    | Minszk Nézőszám: 500 Játékvezetők: Nikolov, Nachevski (macedónok) |

| 2009. november 15. 19:00 | RK Trimo Trebnje | 32 – 28     | UCM Sport Reșița | Trebnje Nézőszám: 0 Játékvezetők: Stenrand, Birch (dánok) |
| 2009. november 15. 19:00 | Susin 8          | (16 – 14)   | Irimescu 6       | Trebnje Nézőszám: 0 Játékvezetők: Stenrand, Birch (dánok) |
| 2009. november 15. 19:00 | 4× 3×            | Jegyzőkönyv | 2× 3×            | Trebnje Nézőszám: 0 Játékvezetők: Stenrand, Birch (dánok) |

| 2009. november 21. 19:00 | UCM Sport Reșița | 32 – 30     | RK Trimo Trebnje | Resicabánya Nézőszám: 1200 Játékvezetők: Hansen, Pettersen (norvégok) |
| 2009. november 21. 19:00 | Butulija 9       | (14 – 15)   | Miklavčić 10     | Resicabánya Nézőszám: 1200 Játékvezetők: Hansen, Pettersen (norvégok) |
| 2009. november 21. 19:00 | 6× 3×            | Jegyzőkönyv | 5× 3×            | Resicabánya Nézőszám: 1200 Játékvezetők: Hansen, Pettersen (norvégok) |

| 2009. november 14. 16:00 | Haukar      | 26 – 26     | PLER KC      | Asvöllum Nézőszám: 900 Játékvezetők: Pedersen, Mortensen (dánok) |
| 2009. november 14. 16:00 | Sveinsson 6 | (10 – 14)   | Bakos, Rev 6 | Asvöllum Nézőszám: 900 Játékvezetők: Pedersen, Mortensen (dánok) |
| 2009. november 14. 16:00 | 4× 3×       | Jegyzőkönyv | 8× 3× 1×     | Asvöllum Nézőszám: 900 Játékvezetők: Pedersen, Mortensen (dánok) |

| 2009. november 15. 18:00 | PLER KC   | 21 – 22     | Haukar      | Asvöllum Nézőszám: 1100 Játékvezetők: Pedersen, Mortensen (dánok) |
| 2009. november 15. 18:00 | Lendvay 7 | (12 – 12)   | Sveinsson 6 | Asvöllum Nézőszám: 1100 Játékvezetők: Pedersen, Mortensen (dánok) |
| 2009. november 15. 18:00 | 5× 3× 1×  | Jegyzőkönyv | 3× 3× 1×    | Asvöllum Nézőszám: 1100 Játékvezetők: Pedersen, Mortensen (dánok) |

## Negyedik kör

### Eredmények
| 1. csapat                   | Össz. | 2. csapat                | 1. mérk. | 2. mérk. |
| --------------------------- | ----- | ------------------------ | -------- | -------- |
| RK Trimo Trebnje            | 58–60 | CAI BM. Aragon           | 35–26    | 23–34    |
| Frisch Auf Göppingen        | 65–60 | AaB Handbold             | 39–30    | 26–30    |
| Kadetten SH Handball        | 65–47 | Zarja Kaspija Astrakhan  | 29–21    | 36–26    |
| TBV Lemgo                   | 58–48 | Sport Lisboa e Benfica   | 27–30    | 31–18    |
| Naturhouse La Rioja         | 58–47 | Haukar                   | 34–24    | 24–23    |
| SG Flensburg-Handewitt      | 65–54 | Istres Ouest Provence HB | 34–23    | 31–31    |
| Dunkerque HB Grand Littoral | 20–0  | GOG Svendborg            | 10–0     | 10–0     |
| Celje Pivovarna Lasko       | 61–57 | TATRAN Prešov            | 35–32    | 26–25    |

| 2010. február 13. 19:00 | RK Trimo Trebnje | 35 – 26     | CAI BM. Aragon   | Trebnje Nézőszám: 600 Játékvezetők: Cohen, Peretz (izraeliek) |
| 2010. február 13. 19:00 | Skube 9          | (18 – 12)   | Sorli Lahuerta 6 | Trebnje Nézőszám: 600 Játékvezetők: Cohen, Peretz (izraeliek) |
| 2010. február 13. 19:00 | 6× 3×            | Jegyzőkönyv | 3× 3×            | Trebnje Nézőszám: 600 Játékvezetők: Cohen, Peretz (izraeliek) |

| 2010. február 20. 18:30 | CAI BM. Aragon    | 34 – 23     | RK Trimo Trebnje | Zaragoza Nézőszám: 4200 Játékvezetők: Mäkinen, Jonsson (svédek) |
| 2010. február 20. 18:30 | Carton Llorente 8 | (14 – 9)    | Skube 7          | Zaragoza Nézőszám: 4200 Játékvezetők: Mäkinen, Jonsson (svédek) |
| 2010. február 20. 18:30 | 3× 3×             | Jegyzőkönyv | 6× 2×            | Zaragoza Nézőszám: 4200 Játékvezetők: Mäkinen, Jonsson (svédek) |

| 2010. február 13. 19:00 | Frisch Auf Göppingen | 39 – 30     | AaB Handbold | Göppingen Nézőszám: 3500 Játékvezetők: Nikolovski, Kolevski (macedónok) |
| 2010. február 13. 19:00 | Thiede 9             | (18 – 16)   | Kjelling 6   | Göppingen Nézőszám: 3500 Játékvezetők: Nikolovski, Kolevski (macedónok) |
| 2010. február 13. 19:00 | 3× 3×                | Jegyzőkönyv | 3× 3×        | Göppingen Nézőszám: 3500 Játékvezetők: Nikolovski, Kolevski (macedónok) |

| 2010. február 19. 19:30 | AaB Handbold  | 30 – 26     | Frisch Auf Göppingen | Aalborg Nézőszám: 1900 Játékvezetők: Wyss, Zowa (svájciak) |
| 2010. február 19. 19:30 | Lennartsson 7 | (15 – 8)    | Kaufmann 8           | Aalborg Nézőszám: 1900 Játékvezetők: Wyss, Zowa (svájciak) |
| 2010. február 19. 19:30 | 2× 3×         | Jegyzőkönyv | 4× 2×                | Aalborg Nézőszám: 1900 Játékvezetők: Wyss, Zowa (svájciak) |

| 2010. február 14. 18:00 | Kadetten SH Handball | 29 – 21     | Zarja Kaspija Astrakhan | Schaffhausen Nézőszám: 1500 Játékvezetők: Franco, Rodriguez (spanyolok) |
| 2010. február 14. 18:00 | Ursic 8              | (14 – 9)    | Orlov 5                 | Schaffhausen Nézőszám: 1500 Játékvezetők: Franco, Rodriguez (spanyolok) |
| 2010. február 14. 18:00 | 4× 3×                | Jegyzőkönyv | 7× 2× 1×                | Schaffhausen Nézőszám: 1500 Játékvezetők: Franco, Rodriguez (spanyolok) |

| 2010. február 21. 14:00 | Zarja Kaspija Astrakhan | 26 – 36     | Kadetten SH Handball | Astrakhan Nézőszám: 3000 Játékvezetők: Pandzić, Mosorinski (szerbek) |
| 2010. február 21. 14:00 | Orlov 6                 | (14 – 20)   | Stojanović 5         | Astrakhan Nézőszám: 3000 Játékvezetők: Pandzić, Mosorinski (szerbek) |
| 2010. február 21. 14:00 | 3× 3×                   | Jegyzőkönyv | 2× 3×                | Astrakhan Nézőszám: 3000 Játékvezetők: Pandzić, Mosorinski (szerbek) |

| 2010. február 13. 18:00 | TBV Lemgo  | 27 – 30     | Sport Lisboa e Benfica | Lemgo Nézőszám: 4200 Játékvezetők: Pandzić, Satordzija (bosnyákok) |
| 2010. február 13. 18:00 | Glandorf 9 | (13 – 13)   | Carneiro 10            | Lemgo Nézőszám: 4200 Játékvezetők: Pandzić, Satordzija (bosnyákok) |
| 2010. február 13. 18:00 | 2× 2×      | Jegyzőkönyv | 5× 3×                  | Lemgo Nézőszám: 4200 Játékvezetők: Pandzić, Satordzija (bosnyákok) |

| 2010. február 20. 18:00 | Sport Lisboa e Benfica | 18 – 31     | TBV Lemgo   | Lisszabon Nézőszám: 1100 Játékvezetők: Pavičević, Raznatović (montenegróiak) |
| 2010. február 20. 18:00 | Silva 6                | (10 – 14)   | Bechtloff 7 | Lisszabon Nézőszám: 1100 Játékvezetők: Pavičević, Raznatović (montenegróiak) |
| 2010. február 20. 18:00 | 2× 3×                  | Jegyzőkönyv | 2× 3×       | Lisszabon Nézőszám: 1100 Játékvezetők: Pavičević, Raznatović (montenegróiak) |

| 2010. február 20. 20:00 | Naturhouse La Rioja | 34 – 24     | Haukar       | Logroño Nézőszám: 3000 Játékvezetők: Hajek, Macho (csehek) |
| 2010. február 20. 20:00 | Romero Rodriguez 9  | (15 – 9)    | Sveinsson 12 | Logroño Nézőszám: 3000 Játékvezetők: Hajek, Macho (csehek) |
| 2010. február 20. 20:00 | 3× 2×               | Jegyzőkönyv | 4× 3×        | Logroño Nézőszám: 3000 Játékvezetők: Hajek, Macho (csehek) |

| 2010. február 21. 20:00 | Haukar                     | 23 – 24     | Naturhouse La Rioja | Logroño Nézőszám: 3200 Játékvezetők: Hajek, Macho (csehek) |
| 2010. február 21. 20:00 | Brynjarsson, Porgeirsson 4 | (11 – 10)   | Arrieta Aizpurua 5  | Logroño Nézőszám: 3200 Játékvezetők: Hajek, Macho (csehek) |
| 2010. február 21. 20:00 | 3× 3×                      | Jegyzőkönyv | 2× 3×               | Logroño Nézőszám: 3200 Játékvezetők: Hajek, Macho (csehek) |

| 2010. február 11. 20:15 | SG Flensburg-Handewitt | 34 – 23     | Istres Ouest Provence HB | Flensburg Nézőszám: 2800 Játékvezetők: Jurinović, Mrvica (horvátok) |
| 2010. február 11. 20:15 | Eggert Jensen 9        | (16 – 12)   | Di Salvo, Diaw 4         | Flensburg Nézőszám: 2800 Játékvezetők: Jurinović, Mrvica (horvátok) |
| 2010. február 11. 20:15 | 2× 2×                  | Jegyzőkönyv | 4× 2×                    | Flensburg Nézőszám: 2800 Játékvezetők: Jurinović, Mrvica (horvátok) |

| 2010. február 21. 17:00 | Istres Ouest Provence HB | 31 – 31     | SG Flensburg-Handewitt | Istres Nézőszám: 2000 Játékvezetők: Brkić, Jusufhodzić (osztrákok) |
| 2010. február 21. 17:00 | Tourraton 6              | (15 – 18)   | Heinl 5                | Istres Nézőszám: 2000 Játékvezetők: Brkić, Jusufhodzić (osztrákok) |
| 2010. február 21. 17:00 | 2× 3×                    | Jegyzőkönyv | 4× 3×                  | Istres Nézőszám: 2000 Játékvezetők: Brkić, Jusufhodzić (osztrákok) |

| 2010. február 13. 20:00 | Dunkerque HB Grand Littoral | 10 – 0 | GOG Svendborg | Dunkerque Nézőszám: - Játékvezetők: - |
| 2010. február 13. 20:00 | (0 – 0)                     |        |               | Dunkerque Nézőszám: - Játékvezetők: - |
| 2010. február 13. 20:00 | Jegyzőkönyv                 |        |               | Dunkerque Nézőszám: - Játékvezetők: - |

| 2010. február 21. 19:00 | GOG Svendborg | 0 – 10 | Dunkerque HB Grand Littoral | Gudme Nézőszám: - Játékvezetők: - |
| 2010. február 21. 19:00 | (0 – 0)       |        |                             | Gudme Nézőszám: - Játékvezetők: - |
| 2010. február 21. 19:00 | Jegyzőkönyv   |        |                             | Gudme Nézőszám: - Játékvezetők: - |

| 2010. február 13. 17:00 | Celje Pivovarna Lasko | 35 – 32     | TATRAN Prešov | Celje Nézőszám: 1100 Játékvezetők: Pedersen, Mortensen (dánok) |
| 2010. február 13. 17:00 | Koksarov 9            | (18 – 15)   | Antl 8        | Celje Nézőszám: 1100 Játékvezetők: Pedersen, Mortensen (dánok) |
| 2010. február 13. 17:00 | 7× 3× 1×              | Jegyzőkönyv | 6× 3×         | Celje Nézőszám: 1100 Játékvezetők: Pedersen, Mortensen (dánok) |

| 2010. február 20. 18:00 | TATRAN Prešov | 25 – 26     | Celje Pivovarna Lasko | Eperjes Nézőszám: 1600 Játékvezetők: Togstad, Kristiansen (norvégok) |
| 2010. február 20. 18:00 | Antl 9        | (9 – 12)    | Zorman 5              | Eperjes Nézőszám: 1600 Játékvezetők: Togstad, Kristiansen (norvégok) |
| 2010. február 20. 18:00 | 3× 2× 1×      | Jegyzőkönyv | 4× 2×                 | Eperjes Nézőszám: 1600 Játékvezetők: Togstad, Kristiansen (norvégok) |

## Negyeddöntők

### Eredmények
| 1. csapat                   | Össz.      | 2. csapat             | 1. mérk. | 2. mérk. |
| --------------------------- | ---------- | --------------------- | -------- | -------- |
| Frisch Auf Göppingen        | 57–57(ig.) | Kadetten SH Handball  | 33–29    | 24–28    |
| Dunkerque HB Grand Littoral | 57–63      | Naturhouse La Rioja   | 33–33    | 24–30    |
| SG Flensburg-Handewitt      | 68–61      | Celje Pivovarna Lasko | 33–29    | 35–32    |
| TBV Lemgo                   | 61–55      | CAI BM. Aragon        | 30–23    | 31–32    |

| 2010. március 27. 20:15 | Frisch Auf Göppingen | 33 – 29     | Kadetten SH Handball | Göppingen Nézőszám: 3000 Játékvezetők: Pavičević, Vujišić (montenegróiak) |
| 2010. március 27. 20:15 | Haaß, Kaufmann 8     | (16 – 13)   | Patrail 7            | Göppingen Nézőszám: 3000 Játékvezetők: Pavičević, Vujišić (montenegróiak) |
| 2010. március 27. 20:15 | 4× 3×                | Jegyzőkönyv | 2× 3×                | Göppingen Nézőszám: 3000 Játékvezetők: Pavičević, Vujišić (montenegróiak) |

| 2010. április 3. 17:15 | Kadetten SH Handball | 28 – 24     | Frisch Auf Göppingen | Schaffhausen Nézőszám: 1500 Játékvezetők: Kavulic, Skruzny (szlovák, cseh) |
| 2010. április 3. 17:15 | Liniger 8            | (13 – 8)    | Haaß 5               | Schaffhausen Nézőszám: 1500 Játékvezetők: Kavulic, Skruzny (szlovák, cseh) |
| 2010. április 3. 17:15 | 7× 2×                | Jegyzőkönyv | 6× 3× 1×             | Schaffhausen Nézőszám: 1500 Játékvezetők: Kavulic, Skruzny (szlovák, cseh) |

| 2010. március 28. 16:00 | Dunkerque HB Grand Littoral | 33 – 33     | Naturhouse La Rioja | Dunkerque Nézőszám: 1800 Játékvezetők: Solodko, Solodko (lengyelek) |
| 2010. március 28. 16:00 | Butto 10                    | (11 – 17)   | Parra Fuertes 12    | Dunkerque Nézőszám: 1800 Játékvezetők: Solodko, Solodko (lengyelek) |
| 2010. március 28. 16:00 | 4× 3×                       | Jegyzőkönyv | 3× 3×               | Dunkerque Nézőszám: 1800 Játékvezetők: Solodko, Solodko (lengyelek) |

| 2010. április 4. 20:00 | Naturhouse La Rioja | 30 – 24     | Dunkerque HB Grand Littoral | Logroño Nézőszám: 3200 Játékvezetők: Pedersen, Mortensen (dánok) |
| 2010. április 4. 20:00 | Lopez Tarazaga 5    | (12 – 13)   | Grocaut 5                   | Logroño Nézőszám: 3200 Játékvezetők: Pedersen, Mortensen (dánok) |
| 2010. április 4. 20:00 | 4× 3×               | Jegyzőkönyv | 6× 3×                       | Logroño Nézőszám: 3200 Játékvezetők: Pedersen, Mortensen (dánok) |

| 2010. március 27. 17:00 | SG Flensburg-Handewitt | 33 – 29     | Celje Pivovarna Lasko | Flensburg Nézőszám: 3200 Játékvezetők: Franco, Rodriguez (spanyolok) |
| 2010. március 27. 17:00 | Petersson 8            | (15 – 12)   | Koksarov 11           | Flensburg Nézőszám: 3200 Játékvezetők: Franco, Rodriguez (spanyolok) |
| 2010. március 27. 17:00 | 4× 2×                  | Jegyzőkönyv | 2× 2×                 | Flensburg Nézőszám: 3200 Játékvezetők: Franco, Rodriguez (spanyolok) |

| 2010. április 3. 20:00 | Celje Pivovarna Lasko | 32 – 35     | SG Flensburg-Handewitt | Celje Nézőszám: 4300 Játékvezetők: Horváth, Márton (magyarok) |
| 2010. április 3. 20:00 | Pajovic, Vugrinec 6   | (16 – 15)   | Boesen 12              | Celje Nézőszám: 4300 Játékvezetők: Horváth, Márton (magyarok) |
| 2010. április 3. 20:00 | 3× 3×                 | Jegyzőkönyv | 5× 3× 1×               | Celje Nézőszám: 4300 Játékvezetők: Horváth, Márton (magyarok) |

| 2010. március 27. 15:00 | TBV Lemgo | 30 – 23     | CAI BM. Aragon | Lemgo Nézőszám: 2700 Játékvezetők: Togstad, Kristiansen (norvégok) |
| 2010. március 27. 15:00 | Preiß 8   | (15 – 13)   | Stanković 7    | Lemgo Nézőszám: 2700 Játékvezetők: Togstad, Kristiansen (norvégok) |
| 2010. március 27. 15:00 | 3× 3×     | Jegyzőkönyv | 2× 3×          | Lemgo Nézőszám: 2700 Játékvezetők: Togstad, Kristiansen (norvégok) |

| 2010. április 4. 19:00 | CAI BM. Aragon    | 32 – 31     | TBV Lemgo | Zaragoza Nézőszám: 4700 Játékvezetők: Buy, Pichon (franciák) |
| 2010. április 4. 19:00 | Carton Llorente 8 | (18 – 14)   | Kraus 10  | Zaragoza Nézőszám: 4700 Játékvezetők: Buy, Pichon (franciák) |
| 2010. április 4. 19:00 | 4× 3×             | Jegyzőkönyv | 8× 3×     | Zaragoza Nézőszám: 4700 Játékvezetők: Buy, Pichon (franciák) |

## Elődöntők

### Eredmények
| 1. csapat              | Össz. | 2. csapat            | 1. mérk. | 2. mérk. |
| ---------------------- | ----- | -------------------- | -------- | -------- |
| Naturhouse La Rioja    | 56–59 | TBV Lemgo            | 30–25    | 26–34    |
| SG Flensburg-Handewitt | 52–54 | Kadetten SH Handball | 31–30    | 21–24    |

| 2010. április 25. 18:00 | Naturhouse La Rioja   | 30 – 25     | TBV Lemgo  | Logroño Nézőszám: 3200 Játékvezetők: Opava, Valek (csehek) |
| 2010. április 25. 18:00 | Tioumentsev Barabas 7 | (13 – 11)   | Kehrmann 6 | Logroño Nézőszám: 3200 Játékvezetők: Opava, Valek (csehek) |
| 2010. április 25. 18:00 | 3×                    | Jegyzőkönyv | 3× 3×      | Logroño Nézőszám: 3200 Játékvezetők: Opava, Valek (csehek) |

| 2010. május 2. 17:00 | TBV Lemgo | 34 – 26     | Naturhouse La Rioja                   | Lemgo Nézőszám: 4900 Játékvezetők: Hakansson, Nilsson (svédek) |
| 2010. május 2. 17:00 | Kraus 9   | (20 – 13)   | Juarez Minguez, Tioumentsev Barabas 6 | Lemgo Nézőszám: 4900 Játékvezetők: Hakansson, Nilsson (svédek) |
| 2010. május 2. 17:00 | 5× 2×     | Jegyzőkönyv | 1× 3×                                 | Lemgo Nézőszám: 4900 Játékvezetők: Hakansson, Nilsson (svédek) |

| 2010. április 24. 20:15 | SG Flensburg-Handewitt | 31 – 30     | Kadetten SH Handball | Flensburg Nézőszám: 3700 Játékvezetők: Abrahamsen, Kristiansen (norvégok) |
| 2010. április 24. 20:15 | Hansen 8               | (15 – 15)   | Ursic 7              | Flensburg Nézőszám: 3700 Játékvezetők: Abrahamsen, Kristiansen (norvégok) |
| 2010. április 24. 20:15 | 3× 3×                  | Jegyzőkönyv | 7× 2× 1×             | Flensburg Nézőszám: 3700 Játékvezetők: Abrahamsen, Kristiansen (norvégok) |

| 2010. május 1. 17:15 | Kadetten SH Handball | 24 – 21     | SG Flensburg-Handewitt    | Schaffhausen Nézőszám: 1500 Játékvezetők: Nikolov, Nachevski (macedónok) |
| 2010. május 1. 17:15 | Liniger 8            | (12 – 12)   | Christiansen, Petersson 5 | Schaffhausen Nézőszám: 1500 Játékvezetők: Nikolov, Nachevski (macedónok) |
| 2010. május 1. 17:15 | 1× 3×                | Jegyzőkönyv | 5× 3×                     | Schaffhausen Nézőszám: 1500 Játékvezetők: Nikolov, Nachevski (macedónok) |

## Döntő

### Eredmények
| 1. csapat | Össz. | 2. csapat            | 1. mérk. | 2. mérk. |
| --------- | ----- | -------------------- | -------- | -------- |
| TBV Lemgo | 52–48 | Kadetten SH Handball | 24–18    | 28–30    |

| 2010. május 23. 15:00 | TBV Lemgo  | 24 – 18     | Kadetten SH Handball | Lemgo Nézőszám: 4900 Játékvezetők: Brunovsky, Canda (szlovákok) |
| 2010. május 23. 15:00 | Kehrmann 8 | (12 – 8)    | Patrail 5            | Lemgo Nézőszám: 4900 Játékvezetők: Brunovsky, Canda (szlovákok) |
| 2010. május 23. 15:00 | 4× 3×      | Jegyzőkönyv | 2× 3×                | Lemgo Nézőszám: 4900 Játékvezetők: Brunovsky, Canda (szlovákok) |

| 2010. május 29. 14:10 | Kadetten SH Handball | 30 – 28     | TBV Lemgo | Schaffhausen Nézőszám: 1500 Játékvezetők: Reisinger, Kaschütz (osztrákok) |
| 2010. május 29. 14:10 | Patrail 7            | (14 – 10)   | Kraus 12  | Schaffhausen Nézőszám: 1500 Játékvezetők: Reisinger, Kaschütz (osztrákok) |
| 2010. május 29. 14:10 | 3× 2×                | Jegyzőkönyv | 4× 3×     | Schaffhausen Nézőszám: 1500 Játékvezetők: Reisinger, Kaschütz (osztrákok) |

## Győztes
| A 2009–2010-es férfi kézilabda EHF-kupa győztese |
| ------------------------------------------------ |
| TBV Lemgo 2. cím                                 |